# Őspocok
Az őspocok (Dinaromys bogdanovi) az emlősök (Mammalia) osztályának rágcsálók (Rodentia) rendjébe, ezen belül a hörcsögfélék (Cricetidae) családjába tartozó faj.
Nemének egyetlen élő faja.

## Előfordulása
Az őspocok a Balkán-félszigeten fordul elő.

## Alfajai
- Dinaromys bogdanovi bogdanovi
- Dinaromys bogdanovi coeruleus
- Dinaromys bogdanovi grebenscikovi
- Dinaromys bogdanovi korabensis
- Dinaromys bogdanovi longipedis
- Dinaromys bogdanovi marakovici
- Dinaromys bogdanovi preniensis
- Dinaromys bogdanovi trebevicensis

## Megjelenése
Az állatnak selyempuhaságú bundája van.